# Pandanus purpurascens
Pandanus purpurascens är en enhjärtbladig växtart som beskrevs av Louis Marie Aubert Du Petit-Thouars. Pandanus purpurascens ingår i släktet Pandanus och familjen Pandanaceae.
Artens utbredningsområde är Réunion. Inga underarter finns listade.